# Legió XII Victrix
La Legió XII Victrix va ser una legió romana que només es coneix per unes inscripcions trobades a Estrasburg, ciutat que també acollia a la Legió VIII Augusta.
És possible que aquesta legió es reclutés cap a finals del segle iii i es dissolgués a principis del segle iv. Si va ser així, la va crear l'emperador Constanci I Clor (293-306), encara que se sap que les legions que va constituir portaven totes el cognomen de Flàvia, nom de la seva família. Per això alguns autors han dit que possiblement va ser una legió fundada a l'Imperi de les Gàl·lies (260-274). També podria haver-la creat Flavi Claudi Constantí o Constantí II (337-361), per substituir la Legió XXII Primigènia, que havia estat vençuda i destruïda a la batalla de Mursa Major.
Portava el mateix nom que la Legió XII Fulminata, coneguda també amb el cognomen de Victrix. La Notitia Dignitatum parla d'una Legio Flavia Victrix Constantina, que es pensa que era una legió diferent.